# 機器記者
機器記者（英語：robot journalists），是指能將新聞的資訊或數據，轉化成人類慣於閱讀語句的新聞稿，但其實完全是經由人工智慧所撰寫的電腦程式，不假人手。簡而言之，「機器記者」是指各種可以取代傳統記者部分工作的軟體之總稱。
機器記者的特色為，可以在數分鐘內，僅根據參考來源內所附的數字，即能寫出一則如同人類寫就的報導，例如各家上市公司所公布的財報消息，或股市行情等重複性高的基本新聞，故而被稱為機器記者。

## 簡介
機器記者並非新科技或新技術，例如在維基百科裡面已有類似但不相同的机器人。瑞典語維基百科有一個Lsjbot，截至2014年7月，已經創作了超過270萬瑞典語維基百科條目，以短條目為主；但機器記者經過演算分析後，能夠在數字間穿插套用一些同類性高的敘述，使其看來像一則新聞報導，比維基百科的機器人功能更為強大。
2014年，《洛杉磯時報》發表了一則當地發生地震的新聞，作者在文末註明其資訊是來自於一個機器人創建的消息 （页面存档备份，存于）。
而使其真正受到矚目，是2015年蘋果公司公佈新一季度的財報後的幾分鐘，美聯社在合作網站Yahoo! News便已經發表了報導，而其作者署名為自動見解（Automated Insights，縮寫：AI）。AI是一家營運項目為分析大數據，並將其轉化為人類可閱讀文件的科技公司。
美聯社自2014年7月與AI合作，針對財經新聞採用自動化發稿後，對成果感到滿意，預計2015年起，將把運動賽事的結果報導也交由機器記者。AI與美聯社合作的機器記者項目，是依據《美聯社範本》（The Associated Press Stylebook and Briefing on Media Law）的編輯指南，以及運用自然語言軟體「文字工匠」（WordSmith）產生報導的。機器記者會到一個美國的證券研究網站ZACKS.COM抓取所需材料，再更新報導。合作開始的初期，美聯社的財經編輯還會進行審稿；後來發現機器記者的準確度高，便改為全自動化。美聯社稱，使用機器記者並未造成人類記者被裁員，因為機器記者仍無法寫出深度採訪的報導。